# Spiranthes
Genre
Classification APG III (2009)
Spiranthes est un genre d'orchidées caractérisées par leur inflorescence en spirale. L'aire de répartition de ce genre est principalement américaine et on ne connaît en Eurasie que 3 espèces :
- Spiranthes aestivalis  (Poir.) Rich. (1817)
- Spiranthes romanzoffiana Cham. (1828)
- Spiranthes spiralis (L.) Chevall. (1827)

La spiranthe d'automne (Spiranthes spiralis) est une toute petite orchidée aux fleurs blanches quasi-tubulaires qui éclosent au mois de septembre (c'est la plus tardive des orchidées présentes en France). On la rencontre sur des pelouses rases.

## Liste des espèces
Selon World Checklist of Selected Plant Families (WCSP) (30 sept. 2011) :
- Spiranthes aestivalis (Poir.) Rich. (1817)
- Spiranthes alticola D.L.Jones (2008)
- Spiranthes angustilabris J.J.Sm. (1913)
- Spiranthes brevilabris Lindl. (1840)
  - variété Spiranthes brevilabris var. brevilabris
  - variété Spiranthes brevilabris var. floridana (Wherry) Luer (1972)
- Spiranthes casei Catling & Cruise (1974 publ. 1975)
  - variété Spiranthes casei var. casei
  - variété Spiranthes casei var. novaescotiae Catling (1981)
- Spiranthes cernua (L.) Rich. (1817)
- Spiranthes delitescens Sheviak (1990)
- Spiranthes diluvialis Sheviak (1984)
- Spiranthes ×eamesii P.M.Br. (2006)
- Spiranthes eatonii Ames ex P.M.Br. (1999)
- Spiranthes graminea Lindl. (1840)
- Spiranthes hongkongensis S.Y.Hu & Barretto (1976)
- Spiranthes infernalis Sheviak (1989)
- Spiranthes ×intermedia Ames (1903)
- Spiranthes ×itchetuckneensis P.M.Br. (1999)
- Spiranthes lacera (Raf.) Raf. (1833)
  - variété Spiranthes lacera var. gracilis (Bigelow) Luer (1975)
  - variété Spiranthes lacera var. lacera
- Spiranthes laciniata (Small) Ames (1905)
- Spiranthes longilabris Lindl. (1840)
- Spiranthes lucida (H.H.Eaton) Ames (1908)
- Spiranthes magnicamporum Sheviak (1973)
- Spiranthes nebulorum Catling & V.R.Catling (1988)
- Spiranthes ochroleuca (Rydb.) Rydb. (1932)
- Spiranthes odorata (Nutt.) Lindl. (1840)
- Spiranthes ovalis Lindl. (1840)
  - variété Spiranthes ovalis var. erostellata Catling (1983)
  - variété Spiranthes ovalis var. ovalis
- Spiranthes parksii Correll (1947)
- Spiranthes porrifolia Lindl. (1840)
- Spiranthes praecox (Walter) S.Watson (1890)
- Spiranthes pusilla (Blume) Miq. (1859)
- Spiranthes romanzoffiana Cham. (1828)
- Spiranthes ×simpsonii Catling & Sheviak (1993)
- Spiranthes sinensis (Pers.) Ames (1908)
- Spiranthes spiralis (L.) Chevall. (1827)
- Spiranthes stellata P.M.Br., Dueck & K.M.Cameron (2008)
- Spiranthes sunii Boufford & Wen H.Zhang (2008)
- Spiranthes sylvatica P.M.Br. (2001)
- Spiranthes torta (Thunb.) Garay & H.R.Sweet (1974)
- Spiranthes tuberosa Raf. (1833)
- Spiranthes vernalis Engelm. & A.Gray (1845)